# Владыкина, Галина Михайловна
Гали́на Миха́йловна Влады́кина (28 мая 1950, Тум, Удмуртская АССР — 2 января 2020, Ижевск) — советская и российская актриса, артистка Государственного национального театра Удмуртской Республики.
Заслуженная артистка Российской Федерации (2001).
Заслуженная артистка Удмуртской АССР (1981) Народная артистка Удмуртской Республики (1994).

## Биография
Родилась в деревне Тум Ярского района Удмуртской АССР. В 1973 году окончила Московское высшее театральное училище имени Б. В. Щукина, после чего вернулась в Удмуртию и была принята артисткой Удмуртского драматического театра. Начав с небольших второстепенных ролей, выросла в одну из ведущих актрис театра, служению которому посвятила более 40 лет своей жизни.
Сыграла более 150 ролей в спектаклях по пьесам удмуртских, русских и зарубежных драматургов; она неоднократно признавалась лучшей исполнительницей женских ролей театральных сезонов Удмуртии.
Скончалась 2 января 2020 года.

## Роли в театре
- «Женитьба» (Н. В. Гоголь) — Агафья Тихоновна
- «Две зимы и три лета» (Ф. А. Абрамов) — Варвара
- «Вышитая рубашка» (И. Г. Гаврилов) — Грация
- «Лекарь поневоле» (Ж.-Б. Мольер) — Мартина
- «В пустом доме» (А. И. Пудин) — Поля
- «Гроза» (А. Н. Островский) — Кабанова
- «Отцы и дети» (И. С. Тургенев) — Арина Власьевна
- «Ревизор» (Н. В. Гоголь) — Февронья Пошлёпкина
- «Выходили бабки замуж» (Ф. М. Буляков) — Васёна
- «Горе от ума» (А. С. Грибоедов) — графиня бабушка Хрюмина